# Sandusky (rivière)
Pour les articles homonymes, voir Sandusky.
La Sandusky est une rivière, affluent du Lac Érié qui coule dans l'État de l'Ohio aux États-Unis. Depuis sa source dans le Comté de Richland, elle court sur environ 240 km et se jette dans le Lac Érié dans la baie de Sandusky.
41° 28′ 15″ N, 82° 53′ 50″ O : vue satellite de l'embouchure de la Sandusky dans le lac Érié.